# Bielski Potok
Bielski Potok (słow. Belá, Biela, niem. Belbach, Belabach, węg. Béla-patak) – potok powstający w Strzystarskim Żlebie w Tatrach Bielskich  z połączenia Strzystarskiego Potoku (płynącego spod Strzystarskiej Przełęczy) ze Żlebińskim Potokiem (płynącym dnem Żlebiny).
Spływa Strzystarskim Żlebem, głównym ciągiem Doliny Bielskiego Potoku i Doliną Mąkową, następnie płynie przez Zdziar Doliną Zdziarską, potem Kotlinami. W Tatrzańskiej Kotlinie skręca na wschód, płynie przez Kotlinę Popradzką i uchodzi na wysokości 581 m n.p.m. do Popradu na północ od miasta Biała Spiska, w pobliżu miejscowości Buszowce (Bušovce). Całkowita długość Bielskiego Potoku wynosi 20,9 km, a powierzchnia jego zlewni – 84,88 km², z czego blisko połowa porośnięta jest lasami. Średni przepływ wynosi 1,55 m³/s.
W obrębie Tatr dopływami Bielskiego Potoku są: Średnica (jedyny stały lewobrzeżny i tworzący granicę Tatr z Magurą Spiską), Ptasiowski Potok, Reglany Potok, Kępa, Jaworzyński Potok, Tokarski Potok, Potok za Tokarnią, Czarny Potok Bielski, Suchy Potok Bielski. 
Bielski Potok na odcinku w Dolinie Zdziarskiej i dolinie Kotliny stanowi granicę między Tatrami a Magurą Spiską. Na odcinku tym wzdłuż jego koryta biegnie szosa zwana Drogą Wolności.

## Przypisy

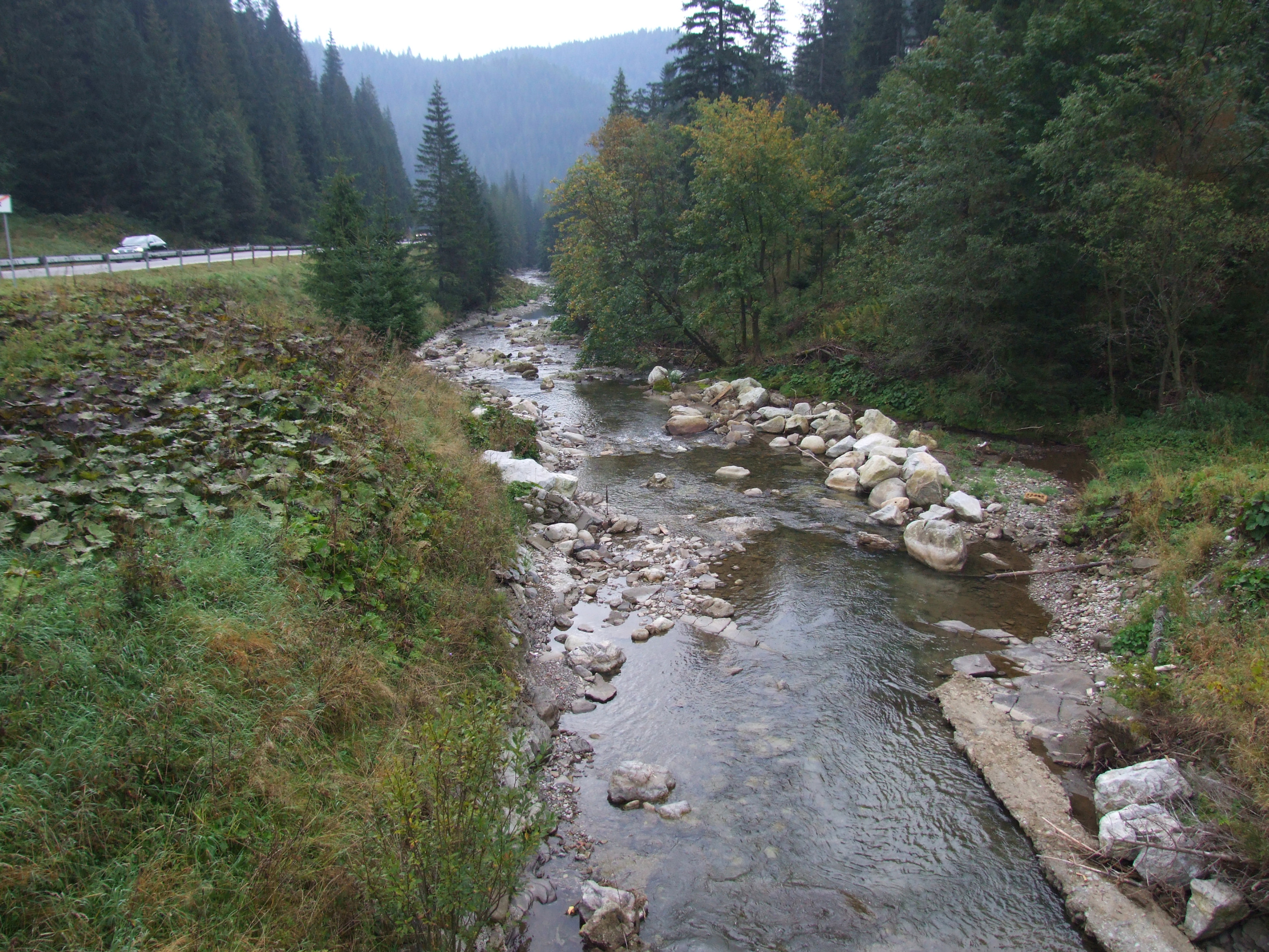
Bielski Potok w Kotlinach
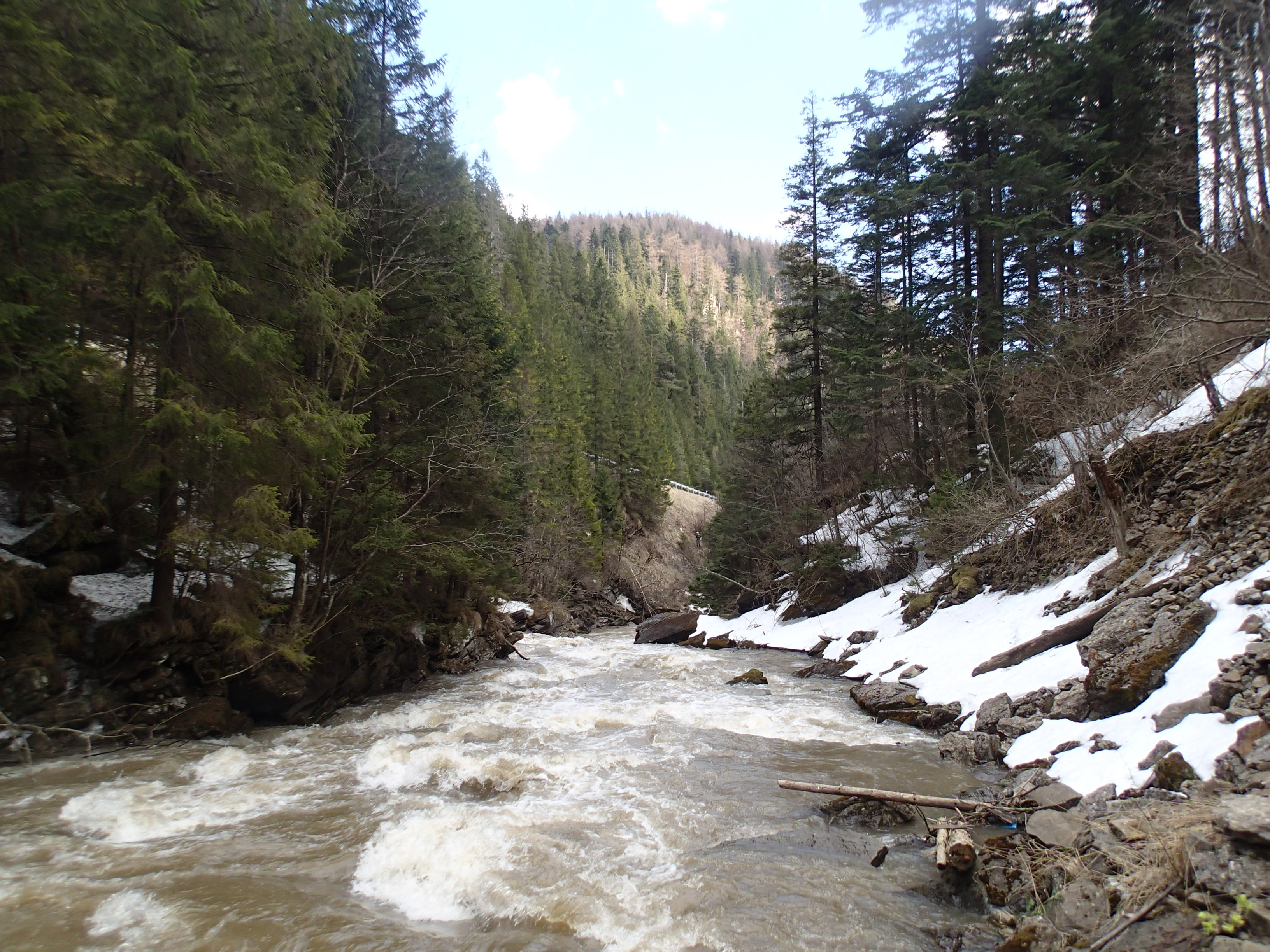
Bielski Potok w Kotlinach

## Szlaki turystyczne
– zielony szlak z Średnicy wzdłuż Bielskiego Potoku przez Ptasiowską Rówienkę do Zdziaru. Czas przejścia z Średnicy do Ptasiowskiej Rówienki 45 min, ↓ 45 min, stąd do Zdziaru również 45 min, ↓ 45 min.